# Hängbro

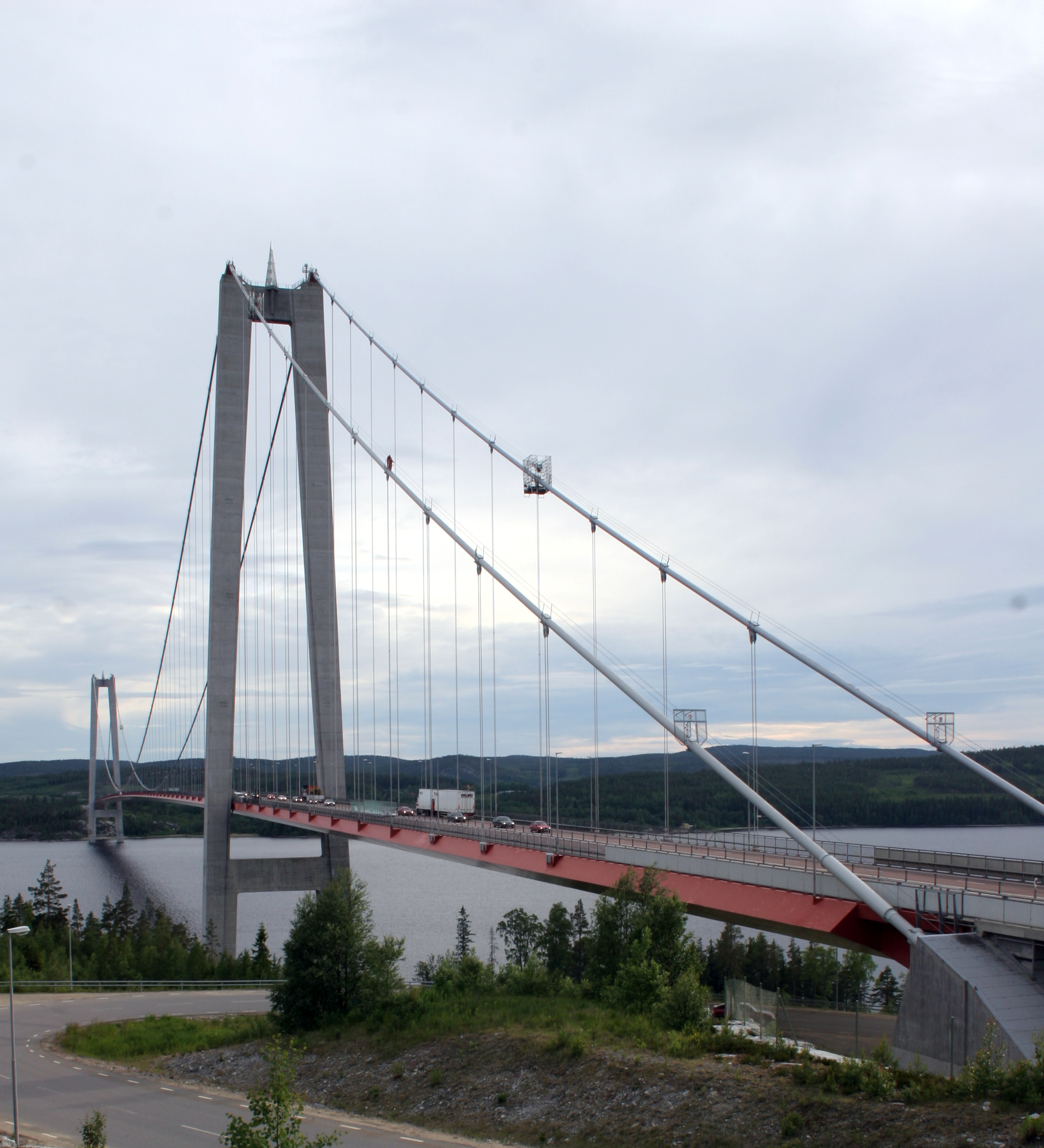
Högakustenbron över Ångermanälven är en av världens längsta hängbroar.

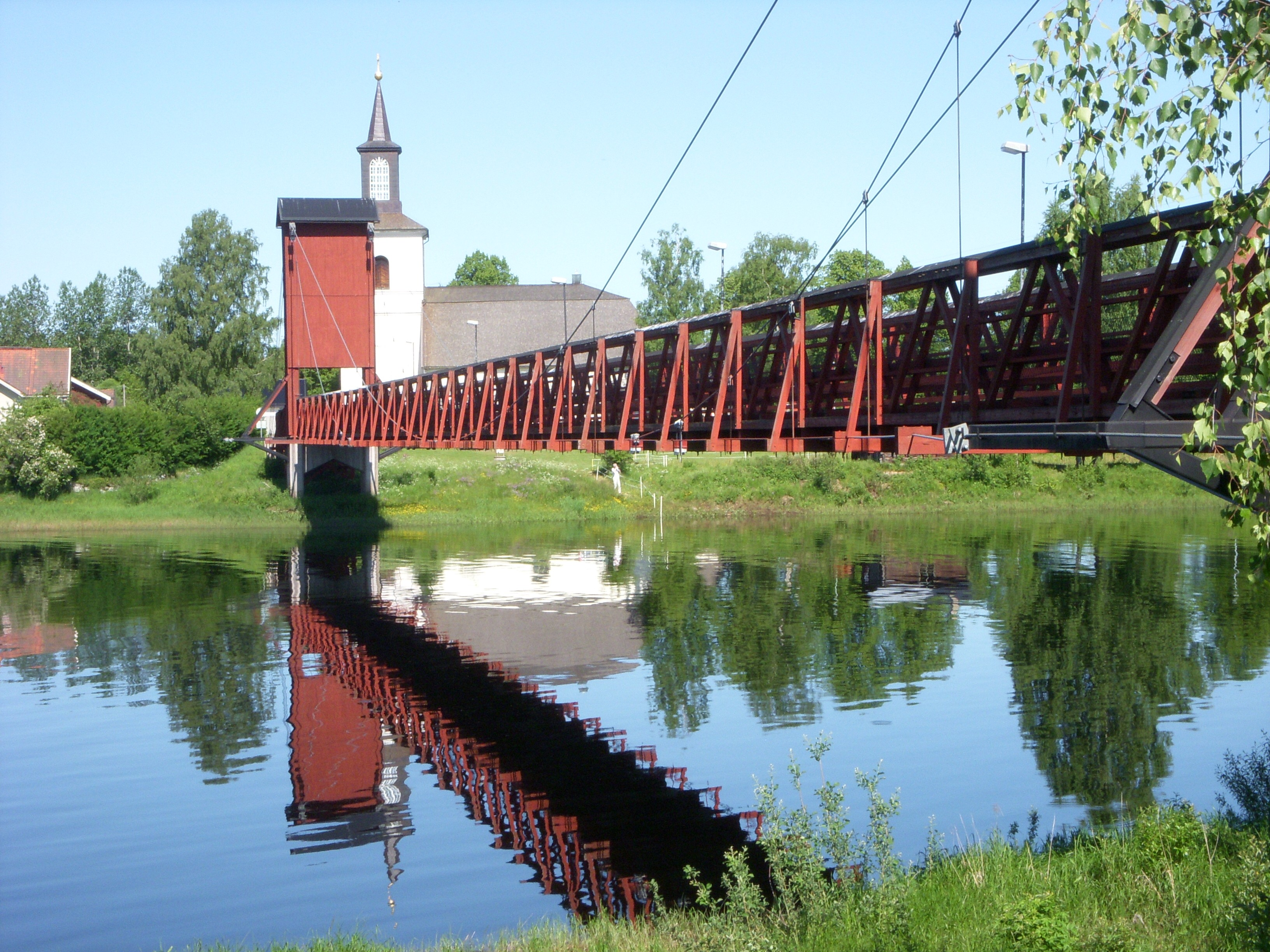
Kyrkälvbron är Sveriges längsta hängbro av trä för biltrafik.

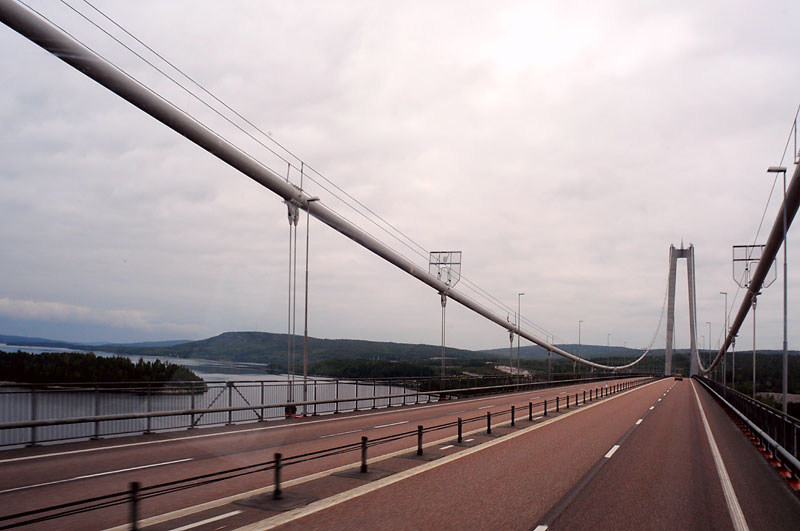
Högakustenbron sedd från södergående vägbanan.

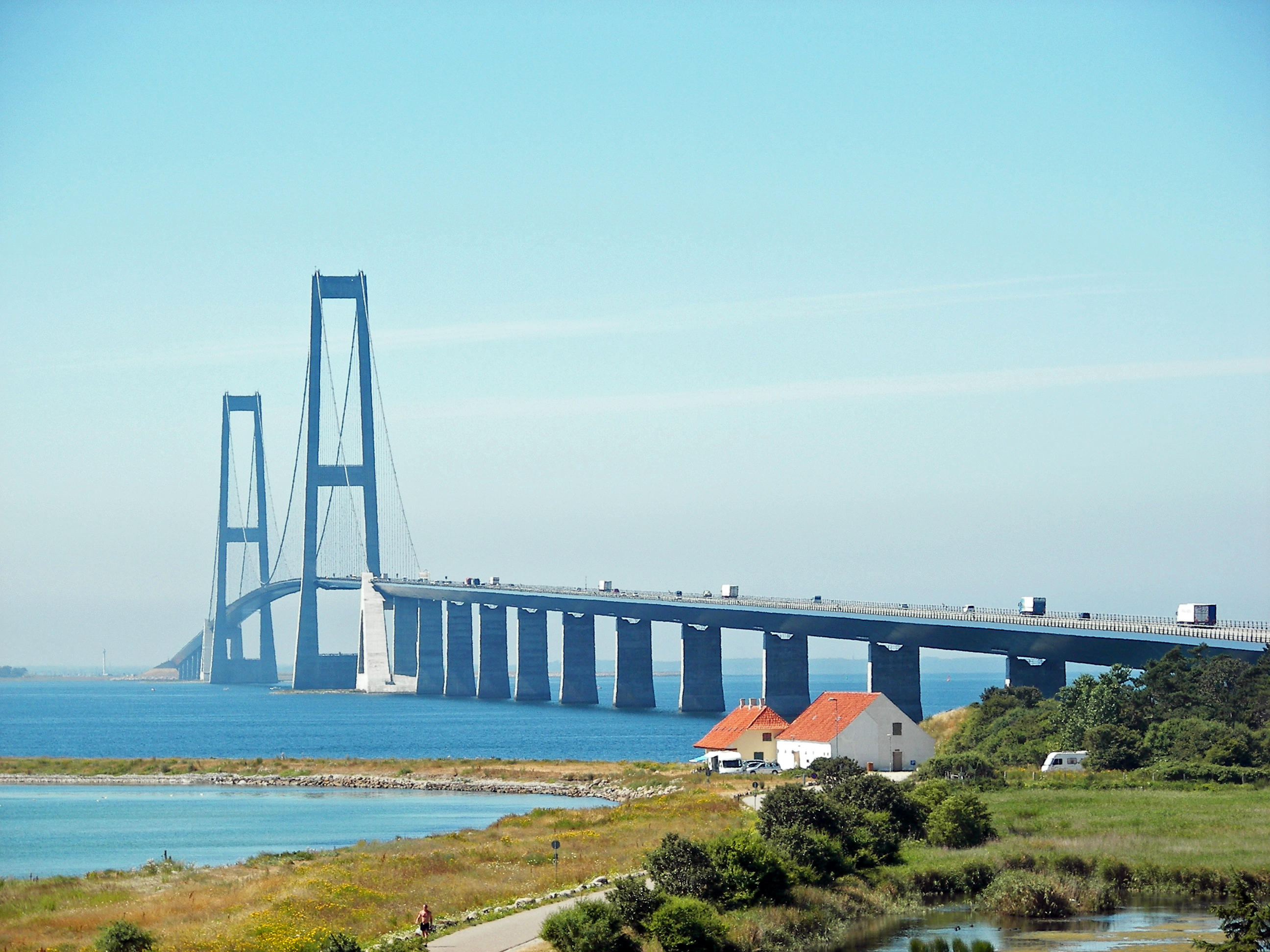
Stora Bältbron, hängbro över Stora Bält i Danmark.

En hängbro  är en bro där de bärande krafterna tas upp av kablar, eller kedjor, som förankrats i marken vid brons bägge ändar. 
Vanligen löper de bärande kablarna eller kedjorna över torn eller pyloner och ligger högre än brobanan. Denna hålls på plats av vertikala stag och hänger således under och mellan bärkablarna.  
På enkla hängbroar utan torn ligger brobanan i anslutning till de bärande kablarna eller kedjorna. Brobanan får då formen av en hängmatta med den lägsta punkten i mitten. Sådana enkla hängbroar är i allmänhet endast avsedda för gående.
På brobanan till en hängbro verkar enbart vertikala krafter. Brobanan kan då byggas smäckrare och med längre brospann än för brotyper, där brobanan också påförs horisontala krafter. Hängbroar kan byggas över djupa klyftor och där naturen medger med stor seglingshöjd. Kravet till förankring av bärkablarna utgör dock en begränsning. Upphängningen av brobanan i flexibla kablar gör att  rörelser i brobanan är svåra att undgå. Hängbroar har därför sällan kommit till användning som järnvägsbroar. 
En brotyp med stora likheter med hängbron är snedkabelbron. Liksom hängbron har snedkabelbron en bäranordning med torn eller pyloner som förbinds med kablar till brobanan. I motsats till hängbron har snedkabelbron inga krav på kabelförankring i marken, men de sneda bärkablarna ger upphov till horisontala krafter i brobanan, som därför måste byggas kraftigare än på en hängbro. 
Hängbroar har varit utsatta för allvarliga olyckor orsakade av ojämn belastning samt av vindpåverkan. Detta har fört till bättre konstruktioner och till ökad förståelse för hållfasthetslärans betydelse för brokonstruktioner.

## Historik
Man konstruerade den första hängbron i Kina under 700-talet, dessa var byggda av plankor som  lyftes upp med hjälp av järnkedjor. Pylonerna är gjorda av sten, stål eller timmer och tidiga exempel utgör Menai och Conwy Suspension Bridge, båda i norra Wales uppförda 1826, samt Hammersmith Bridge (1827) i västra London.

## Konstruktion
Huvudkrafterna i en hängbrokonstruktion utgörs av spänningen i det primära kabelsystemet och trycket i pylonerna. Då krafterna i pylonerna nästan uteslutande är vertikala kan de göras mycket slanka.
Kostnadsmässigt är hängbroar motiverade idag då
1. det centrala spannet måste vara mycket långt, över en kilometer, och
2. den segelbara höjden under bron inte tillåter till exempel en balk- eller valvbro.

En liknande brotyp är snedkabelbron. Där finns ingen bärkabel, utan brobanan bärs upp av kablar eller stag spända direkt mellan pylonerna och brobanan. Snedkabelbroar kan ha upp mot en kilometer långa spann. Ett exempel är Öresundsbron. De betraktas inte som egentliga hängbroar. Se därför artikeln snedkabelbro.

## Sveriges längsta hängbro av trä
Sveriges längsta hängbro av trä för biltrafik är Kyrkälvbron över Västerdalälven i Dala-Floda. Den har en spännvidd på 158 meter, byggdes 1922, brann ner 1980, återuppbyggdes och återinvigdes den 18 maj 1983 av kung Carl XVI Gustaf och drottning Silvia.

## Världens längsta hängbroar
Efter längden på huvudspannen.
| Namn                         |  | Land           | Huvudspann | Totallängd | Byggår |
| ---------------------------- |  | -------------- | ---------- | ---------- | ------ |
| 1915 Çanakkale-bron          |  | Turkiet        | 2023       | 4608       | 2022   |
| Stora Bältbron               |  | Danmark        | 1 624      | 6 790      | 1998   |
| Runyang Bridge               |  | Kina           | 1 490      |            | 2005   |
| Humberbron                   |  | Storbritannien | 1 410      | 2 220      | 1981   |
| Jangynbron                   |  | Kina           | 1 385      |            | 1997   |
| Tsing Ma-bron                |  | Hongkong       | 1 377      | 2 160      | 1997   |
| Hardangerbron                |  | Norge          | 1 310      | 1 380      | 2013   |
| Verrazano Narrows Bridge     |  | USA            | 1 298      | 1 600      | 1964   |
| Golden Gate-bron             |  | USA            | 1 280      | 2 737      | 1937   |
| Högakustenbron               |  | Sverige        | 1 210      | 1 867      | 1997   |
| Mackinacbron                 |  | USA            | 1 158      | 8 038      | 1958   |
| Minami Bisan-Seto-bron       |  | Japan          | 1 118      |            | 1988   |
| Fatih Sultan Mehmet-bron     |  | Turkiet        | 1 090      | 1 510      | 1988   |
| Bosporenbron                 |  | Turkiet        | 1 074      | 1 510      | 1973   |
| George Washington Bridge     |  | USA            | 1 067      | 1 450      | 1931   |
| Tredje Kurushima-Kaikyo-bron |  | Japan          | 1 030      |            | 1999   |
| Andra Kurushima-Kaikyo-bron  |  | Japan          | 1 020      |            | 1999   |

En bro mellan Sicilien och Italien, Messinabron, med ett spann på 3 290 m har planlagts men inte påbörjats. En ännu större bro över Gibraltarsund finns på idéstadiet.

## Andra berömda hängbroar
| Namn                       | Land           | Byggår |
| -------------------------- | -------------- | ------ |
| Menai Suspension Bridge    | Wales          | 1826   |
| Conwy Suspension Bridge    | Wales          | 1826   |
| Wheeling Suspension Bridge | USA            | 1849   |
| Clifton Suspension Bridge  | Storbritannien | 1864   |
| Brooklyn Bridge            | USA            | 1883   |
| Golden Gate Bridge         | USA            | 1937   |
| Forth Road Bridge          | Skottland      | 1964   |
| Tacoma Narrows Bridge      | USA            | 1940   |
| Älvsborgsbron              | Sverige        | 1966   |